# Pristimantis racemus
Espèce
Synonymes
- Eleutherodactylus racemus Lynch, 1980

Statut de conservation UICN

 VU  : Vulnérable
Pristimantis racemus est une espèce d'amphibiens de la famille des Craugastoridae.

## Répartition
Cette espèce est endémique de la cordillère Centrale en Colombie. Elle se rencontre entre 3 000 et 3 570 m d'altitude dans les départements de Cauca, de Huila, de Quindío, de Valle del Cauca et de Tolima.

## Description
Les mâles mesurent de 25,2 à 30,2 mm et les femelles de 29,9 à 37,9 mm.

## Publication originale
- Lynch, 1980 : New species of Eleutherodactylus of Colombia (Amphibia: Leptodactylidae). 1. Five new species from the Paramos of the Cordillera Central. Caldasia, Bogotá, vol. 13, no 61, p. 165-188 (texte intégral).